# Blaincourt-sur-Aube
Blaincourt-sur-Aube település Franciaországban, Aube megyében. Lakosainak száma 98 fő (2022. január 1.). Blaincourt-sur-Aube Brienne-le-Château, Épagne, Mathaux, Pel-et-Der, Précy-Notre-Dame és Saint-Léger-sous-Brienne községekkel határos.

## Népesség
A település népességének változása:
| Lakosok száma | 111  | 105  | 87   | 95   | 96   | 105  | 109  | 109  | 109  | 98   |
|               | 1968 | 1982 | 1999 | 2006 | 2011 | 2015 | 2017 | 2018 | 2020 | 2022 |